# Planet News
Planet News è una raccolta di poesie scritte da Allen Ginsberg e pubblicata nel 1968 dalla City Lights Bookstore. È la raccolta numero 23 della serie Pocket Poets (Poeti tascabili). Contiene poesie scritte da Ginsberg tra il 1961 e il 1967, molte composte durante i suoi viaggi in India, Giappone, Europa, Africa e molti altri luoghi. Le poesie della raccolta includono:
- Television was a Baby Crawling Toward that Deathchamber
- This form of Life needs Sex
- Stotras to Kali Destroyer of Illusions
- Describe: The Rain on Dasaswamedh
- Death News — riguardo alle prime reazioni, dopo aver saputo della morte di William Carlos Williams
- The Change: Kyoto-Tokyo Express
- Why is God Love, Jack?" — indirizzata a Jack Kerouac
- After Yeats
- I am a Victim of Telephone
- Kral Majales — viene citata The King of May
- Who Be Kind To
- First Party at Ken Kesey's with Hell's Angels
- Wichita Vortex Sutra
- City Midnight Junk Strains
- Wales Visitation